# Doddabommenahalli, Arkalgud
Doddabommenahalli là một làng thuộc tehsil Arkalgud, huyện Hassan, bang Karnataka, Ấn Độ.